# Wojciech Ścibor Marchocki
Wojciech Ścibor Marchocki herbu Ostoja (zm. 30 marca 1788) – generał-adiutant królewski w 1768 roku, kasztelan sanocki w latach 1780–1786, podczaszy trembowelski w latach 1769–1778, podstoli trembowelski w latach 1768–1769, wojski trembowelski w latach 1764–1768, wicesgerent grodzki lwowski w latach 1755–1762, chorąży znaku pancernego W. Ks. Lit., w 1788 r.odznaczony Orderem Św. Stanisława.

## Życiorys
Wybrany sędzią kapturowym ziemi halickiej w 1764 roku. Był członkiem konfederacji generalnej 1764 roku. W 1764 roku wyznaczony przez konfederację do lustracji dóbr królewskich i innych dóbr w ziemi halickiej, w powiatach kołomyjskim i trembowelskim województwa ruskiego. Poseł ziemi halickiej na sejm 1768 roku. Wojciech Marchocki pozbył się dóbr w 1772 r. Jako kasztelan sanocki, nabywszy w maju 1780 r. od Starzyńskich dobra Jarmolińskie zamieszkał w Malejowicach.
Był uczestnikiem spotkań literackich u baszy chocimskiego. W maju 1780 r. Wojciech Ścibor Marchocki, kasztelan sanocki ożenił się po raz drugi z Elżbietą Lenkiewicz córką Jana Lenkiewicza Ipohorskiego – cześnika mozyrskiego. Dzieci swoich nie miał. Jako stryj wziął sierotę po zmarłym bracie Mikołaju Marchockim – mieczniku przemyskim, pod swoją opiekę i wraz z żoną zajął się wychowaniem, Jerzego Ignacego (1755–1827) – podolskim oryginałem, późniejszym inicjatorem reform gospodarczo-społecznych, w tzw. Państwie Mińkowieckim.
Będąc kasztelanem, został wyniesiony do godności senatora. Odznaczony został Orderem Św. Stanisława. Kasztelan sanocki, był na Podolu posiadaczem obszernych włości: Jarmolińce i Malejowce, gdzie był dwór z gustem uporządkowany, i tam gościł 10 listopada 1781 króla Polski Stanisława Augusta jadącego do Kamieńca.